# تشوند (مياندشت)
تشوند (بالفارسية: تشوند) هي مستوطنة تقع في إيران في Miyandasht Rural District. يقدر عدد سكانها بـ 88 نسمة بحسب إحصاء 2016.